# Giorgio de Chirico
Giorgio de Chirico (Vólosz, 1888. július 10. – Róma, 1978. november 20.) olasz szürrealista festő, a metafizikus festészet megalapítója.

## Élete, munkássága
Görögországban született, Vólosz városában. Apja a szicíliai bárói családból származó Evaristo de Chirico vasútmérnök, anyja a genovai Genna Cervetto, szintén bárói ősökkel, akiknek szüleik Konstantinápolyban születtek. De Chiricóék Palermóból költöztek Görögországba, és hamarosan Athénban telepedtek le. Apja Görögország és Bulgária vasúthálózatát építette. Giorgio de Chirico az athéni Politechnikai Főiskolán tanult, amely műszaki és művészeti képzést is nyújtott. 1906-ban, miután meghalt apja, Münchenbe költözött a családdal együtt, és tanulmányait az ottani akadémián folytatta, ahova elsősorban Arnold Böcklin vonzotta. Mestere hatására ő is mitológiai témákat kezdett festeni. Közben a filozófiával ismerkedett, főleg Nietzsche és Schopenhauer hatottak rá. Megismerkedett a szárnyát bontó futurizmussal, noha annak elvei idegenek az inkább szemlélődő egyéniségű De Chiricótól.
1910-ben Firenzébe költözött, és a böcklini hatás szinte azonmód véget ért. Művészetében minden előzmény nélkül, hirtelen jelentek meg azok a vonások, amelyek révén művészete később a „metafizikus festészet” nevet kapta. Első ilyen képei például A jóslat rejtélye, Egy őszi este rejtélye, 1910-ből. Festményein gondosan rendezte el az elemeket, éles kontúrokat használt, képei időtlen, mozdulatlan, de feszültséget közvetítő hatást mutatnak. Nem csoda, hogy a futuristák azonnal támadást intéztek ellene. Annál érdekesebb, hogy később éppen azok egyik vezéregyéniségével, Carlo Carràval együtt hirdette meg a metafizikus festészetet.
1911-ben Párizsba költözött, és kész vásznait kiállította a Salon d’Automne-on, majd egy másik anyagot a Salon des Indépendants-on. Képei figyelmet keltettek, elismerte Picasso és Apollinaire (utóbbi a jó barátja is lett). Eljárt a szürrealisták összejöveteleire, szívesen látott tagja lett a társaságnak. Megfestette Olasz terek című sorozatát, néptelen, személytelen városrészekkel, legfeljebb egy szoborral a vásznon. Témája tovább változott, sajátos metafizikus enteriőrjein stilizált gipszfejek, állványok, próbabábuk jelentek meg.
Az első világháború idején, 1915-ben besorozták, emiatt visszatért Olaszországba, Ferrarába vezényelték, és itt találkozott Carràval – a katonai kórházban. Carrà, a sokat megélt művész, tagadhatatlanul De Chirico hatása alá került, és – noha ekkoriban már hasonló törekvései voltak neki is – metafizikus stílusban kezdett festeni. 1918-ban kiállított az „Epoca” római kiállításán, ahol nagy sikere volt képeinek. 1919-re De fő műveinek nagy részét már megalkotta, nem meglepő, hogy megfogalmazta a metafizikus festészet alapelveit, amelyeket a Valori Plastici című folyóiratban tett közzé, egyben vezetője is lett a hasonló nevet viselő a csoportnak. Még mindig bizonytalan volt azonban magában, a klasszikus mesterek (Raffaello, Michelangelo, Botticelli) műveinek másolásával igyekezett azok festéstechnikáját elsajátítani. Szobrokat is készített képei alapján, például a Trubadúrt, 1915-ben, vagy a több változatban megfestett Hector és Andromaché alapján.
1925-ben visszatért Párizsba, részt vett a szürrealisták kiállításán, mesterük ekkor már André Breton volt, aki a mozgalom egyéniségeként tekintett rá. Több követője akadt (Carràn kívül, René Magritte, Salvador Dalí), pedig De Chirico ekkor már a lelke mélyén eltávolodott tőlük, sőt az 1930-as évektől saját művészetét, barátait is megtagadta. Furcsa, megfoghatatlan és idegen, festészeti technikák keresése jegyében született alkotásokat készített (Meztelen önportré, 1942–43, Ruggero megszabadítja Angelicát, 1950), de ekkor már nem nagyon figyeltek rá.
1978-ban kilencvenévesen, Rómában hunyt el.